# 양한묵
양한묵(梁漢默), 1862년 4월 29일 ~ 1919년 5월 26일)은 한국의 독립운동가이며 1919년 3.1운동 당시 민족대표 33인 중 한 사람이다. 천도교인이며 본관은 제주. 아호는 지강(芝江).자는 경조(景朝) 또는 길중(吉仲).

## 생애
전라남도 해남의 사회적으로 문과 급제자를 다수 배출한 양반의 명문가 출생이다.
지방의 세무 관리로 일하다가 사직하고 베이징과 일본을 여행하던 중에, 일본에 망명 중이던 천도교(당시 동학) 교주 손병희와 전직 개화파 관료 출신인 권동진, 오세창 등을 만나 천도교에 입교했다.
1904년 러일 전쟁이 일어나자 손병희는 일본에 머무르면서 국내에 진보회를 결성하도록 하여 단발을 권하고 내정개혁을 촉구하는 등 계몽운동을 펼쳤는데, 이때 이용구의 일진회 계열이 친일파로 변신한 사건이 있었다. 망명 중이던 천도교 동료들보다 앞서 귀국한 양한묵은, 일진회에 대항하기 위하여 이준, 윤효정과 함께 공진회, 헌정연구회를 조직하였다. 헌정연구회는 근대적인 헌정 연구를 내세운 계몽 단체로 입헌군주제를 주장했으며, '헌정요의'를 저술하여 약 한달 간 황성신문에 연재하였다. 이후 장지연, 나수연이 대한자강회로 이어받았다.
이기, 나인영, 오기호 등과 미국에서 열리는 포츠머스 강화회의에 참가해 한국의 입장을 밝히려는 활동을 전개하였으나 실패하였다.
손병희, 권동진, 오세창이 귀국한 뒤로는, 다시 천도교 기반 계몽 운동으로 돌아온다. 1909년 천도교 법도사에 임명되어 천도교 교리서인 '대종정의', '무체법경' 등 약 20권의 교리서를 저술하였다. 그 중 대종정의라는 책에서 최초로 '인내천(人乃天)'이라는 용어를 사용하였다.
손병희의 교육 운동에 적극 동조하여 보성전문학교, 보성중학교, 동덕여학교 등 근대 교육 기관의 인수와 경영에 참여했고, 1919년 3·1 운동에는 민족대표 33인의 한 사람으로서 독립선언식에 참가했다. 만세삼창 후 체포된 양한묵은 서대문감옥에서 수감되어 재판을 받던 중 고문으로 인해 사망했다. 민족대표 33인에 대해 징역 3년형이 최고의 중형이었기에 대부분 옥고를 치르고 풀려났으나, 양한묵은 이들 가운데 유일하게 옥사하였다.

## 사후
- 그의 유해는 수철리(현 성동구 금호동) 공동묘지에 묻혔다.
- 대한민국 정부는 그의 공헌을 기려 1962년 건국훈장 대통령장을 추서하였다.
- 이후 1922년 5월 고향을 그리던 선생의 마음을 헤아려 천도교단이 주선하여 선생의 묘소를 전남 화순으로 반장하였다.

## 저서
저서로는 천도교 경전인 《동경대전(東經大全)》을 해설한 교리서 《동경연의(東經演義)》(1907)가 있다.

## 같이 보기
- 헌정연구회
- 윤효정
- 독립유공자로 대통령장을 수여받은 사람

## 참고자료
- 양한묵 : 독립유공자 공훈록 - 국가보훈처
- 김삼웅 (1997). 〈16. 양한묵〉. 《33인의 약속》. 서울: 산하. ISBN 8976501578.
- 네이버캐스트 독립운동가 양한묵